# 洛雅阿妈
洛雅阿妈，也译作洛雅拉姆，西藏自治区林芝市一带民俗中的丰收女神。祭丰收女神是工布地区过年时的重要年俗，每年的工布新年，工布地区的人们会带上供品和青稞酒到农田里祭祀她。

## 祭祀仪式
工布新年在藏历每年的十月一日。大年初一（一说大年初三），工布地区的农民们会在年前就准备好祭祀活动需要的东西。他们将新年的第一桶水倒进神佛前的净水瓶中，然后拌和糌粑做成供品，并兑好青稞酒。十月初一清晨，工布农民们会带上供品和青稞酒，到自家最好的一块田里祭祀丰收女神。
在地里竖起一根长木杆，长木杆的上端挂着经幡，下部绑着麦草或挂一把麦草，麦草象征丰收女神的宝座。木杆前搭设一座祭台，摆上各种供品。然后举行煨桑仪式，燃烧青草香树，以特殊的调子高喊“洛雅阿妈！洛雅阿妈！请用餐吧！”，以期召唤神灵的到来，通常高呼三次。祭祀完毕，人们围着祭台唱歌、跳舞，娱乐丰收女神，祈求丰收女神保佑来年庄稼的丰收。
祭祀仪式多由家中妇女着节日盛装举行。没有女人的人家，也有男子去地中祭祀丰收女神的风俗。